# MyWikiBiz
MyWikiBiz est un annuaire wiki qui permet aux personnes et aux entreprises d'écrire sur elles-mêmes. La marque a commencé comme un service de création d'articles Wikipédia pour les entreprises payantes.

## Histoire
Gregory Kohs et sa sœur ont lancé l'entreprise MyWikiBiz en juillet 2006, en tant que service d'édition payant, écrivant du contenu à inclure dans Wikipédia et d'autres sites édités par la communauté. Gregory Kohs facturait entre 49 USD et 99 USD pour créer les articles. À l'époque, bien qu'il soit largement connu que Wikipédia était utilisé par des entreprises et des cabinets de relations publiques, ces contributions étaient souvent cachées, puis découvertes plus tard,. Le cofondateur de Wikipédia, Jimmy Wales a exprimé son opposition à l'idée d'un service d'édition payant.
Quelques jours après le lancement de MyWikiBiz, le compte utilisateur du site a été bloqué par Jimmy Wales au motif « d'édition payante pour le compte de clients ». C'était alors l'un des rares blocages de ce type réalisé par Jimmy Wales dans l'histoire de Wikipédia. Jimmy Wales considérait le problème comme un « conflit d'intérêts et l'apparence d'irrégularité résultant du fait que des éditeurs étaient payés pour écrire par les sujets des articles ». Lui et Gregory Kohs sont parvenus à un accord, en vertu duquel Kohs pourrait créer des articles « de type Wikipédia » sur son site et qu'ils pourraient ensuite être repris sur Wikipédia par les éditeurs de Wikipédia. L'accord n'a pas tenu et Gregory Kohs a été empêché d'éditer sur l'encyclopédie,.
Dans son livre The Future of the Internet - And How to Stop It, Jonathan Zittrain a déclaré que Jimmy Wales pensait que MyWikiBiz avait « spammé Wikipédia avec des publicités d'entreprise plutôt qu'avec des articles de point de vue neutre », mais aussi que MyWikiBiz avait persuadé certains Wikipédiens qu'il fallait avoir moins d'objections à accepter un article au motif du manque de sources.  
La Chronique de l'enseignement supérieur a déclaré « qu'il est difficile de se sentir trop mal pour MyWikiBiz » et que « si l'encyclopédie veut vraiment être acceptée par le milieu universitaire, elle a sûrement tout intérêt à dissuader les entreprises de payer pour améliorer leur présence sur le site ».
Fin octobre 2006, Gregory Kohs a formé un partenariat pour promouvoir et commercialiser un répertoire basé sur un wiki sur Centiare.com,, après quoi il a déplacé son contenu vers MyWikiBiz.com.